# Queso de Ovín

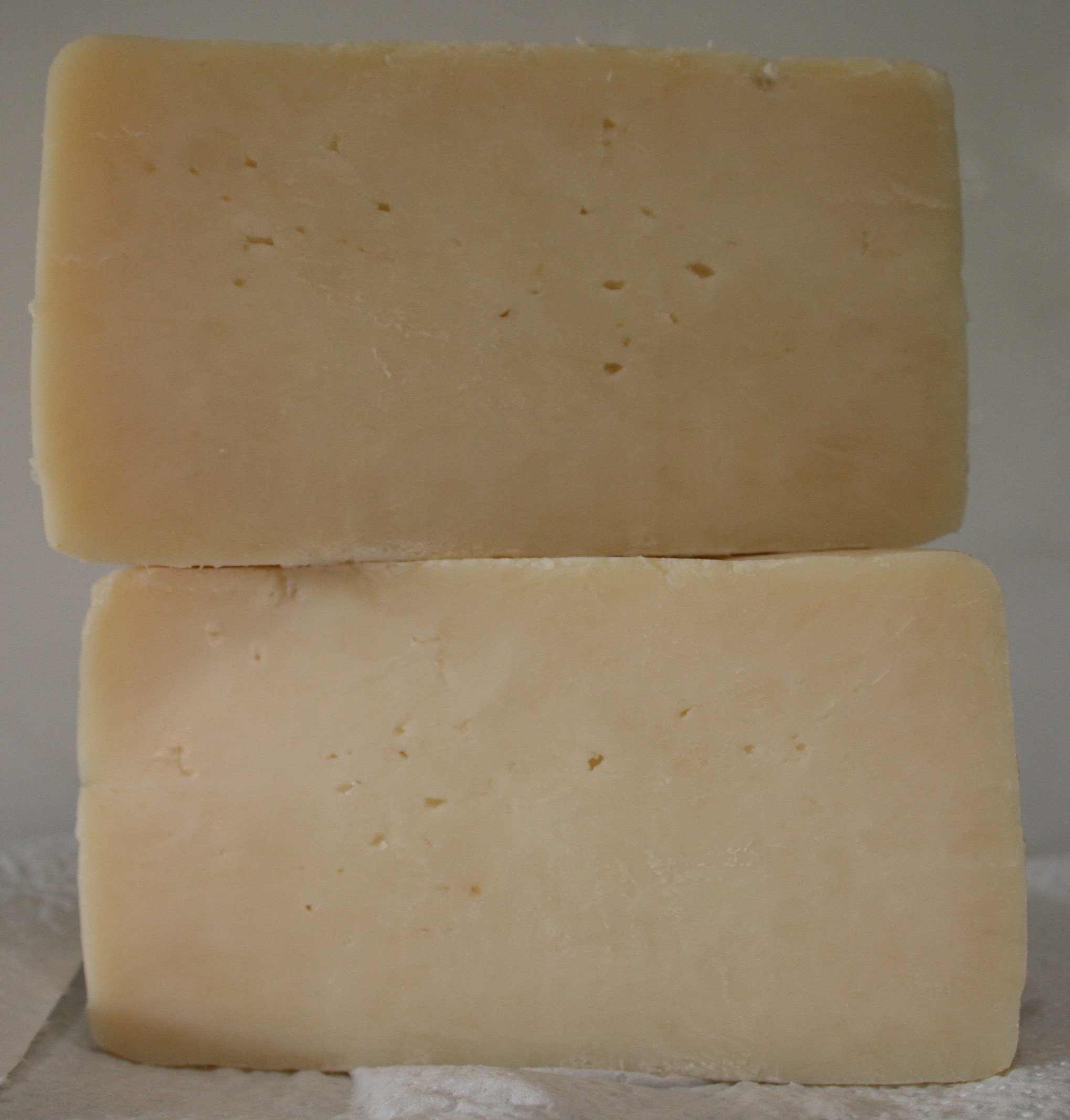
Aufgeschnittener Ovín

Der Ovín wird in einer kleineren Käserei in der Ortschaft Ovín in der asturischen Gemeinde Nava produziert.

## Herstellung und Reifung
Der Käse wird im Regelfall aus reiner Ziegenmilch hergestellt. Während der Lammzeit kann es vorkommen, dass die Ziegenmilch mit Schafmilch vermischt wird, um die Produktion zu sichern.
Die Milch wird nach dem Pasteurisieren mit Labersatzstoffen und Hefen versetzt, dadurch ist dieser Käse auch für Vegetarier geeignet. Der abgetropfte aber noch feuchte Käsebruch wird in Formen mit Gittern gegeben, in denen er auch gewendet wird, um auf beiden Seiten die typische Riffelung zu erzeugen. Jetzt wird der noch junge Käselaib in einer Salzlake gebadet, um danach etwa 30–40 Tage in kühlen, aber feuchten Reifekammern zu reifen.